# Flaga obwodu kemerowskiego
Flaga obwodu kemerowskiego zatwierdzona 3 marca 2003 to prostokątny materiał w proporcjach (szerokość do długości) - 2:3, koloru czerwonego z niebieskim pasem po stronie drzewca, stanowiącym 1/3 długości. W środku górnej części pasa znajduje się herb obwodu kemerowskiego.

Flaga obwodu kemerowskiego (2002-2003)

Flaga obwodu kemerowskiego (2003-2020)